# Täby
 For alternative betydninger, se Täby (flertydig). (Se også artikler, som begynder med Täby)
Täby er en svensk by med 57.834 indbyggere, beliggende i Stockholms län i Svealand. Byen er delt mellem kommunerne Täby kommun og Danderyd kommun og med en lille del i Sollentuna kommun. Täby er blandt andet kendt for det 16 etagers højhus Storstugan, der er formet som en halvmåne.

## Personer fra Täby
- Sara Danius († 2019)

59°26′N 18°5′Ø / 59.433°N 18.083°Ø